# Lyndenstein
Lyndenstein is een monumentaal pand aan de Hoofdstraat 3 in Beetsterzwaag. In het pand zijn het bestuur en administratieve diensten van Revalidatie Friesland gehuisvest.

## Corneliastichting
Lyndenstein is in 1821 gebouwd voor de grietman van Opsterland, Frans Godard van Lynden, naar ontwerp van Abraham Bruinsma, architect te Leeuwarden. Huize Lyndenstein dankt haar bestaan aan freule Cornelia Johanna Maria van Lynden, kleindochter van Frans Godaert. Ze was een dochter van Maria Catharina van Aijlva van Pallandt en baron Reinhard van Lynden en woonde met haar ouders in de zomermaanden op Lyndenstein. Zij toonde zich begaan met het lot van de minder bedeelden in Beetsterzwaag en omgeving. In 1880 overleed ze op twintigjarige leeftijd aan tuberculose, welke ziekte ze had opgelopen door haar ziekenbezoeken. Ter nagedachtenis aan freule Cornelia werd in 1905 het huis Lyndensteyn en de bijbehorende bezittingen ondergebracht in de Corneliastichting, die als eerste doelstelling had: Het kosteloos opnemen van ziekelijke, gebrekkige of behoeftige minderjarige kinderen.
Vanaf 1915 was Lyndenstein een kindersanatorium voor jeugdige tbc-patiëntjes. Daartoe werden in 1913 op het terrein twee nieuwe gebouwen ontworpen door architectenbureau Van Nieukerken uit Den Haag, in de Hollandse baksteentraditie. Zij hadden veel ervaring met sanatoria omdat Marie van Nieukerken zelf in sanatoria moest verblijven. Zo heeft hij o.a. ook de verbouwing en vernieuwing van het Nederlands sanatorium in Davos (Zwitserland) ontworpen. 
Later werden poliopatiëntjes verpleegd in die nieuwe gebouwen op Lyndenstein.
In 1958 werd besloten het kinderziekenhuis om te vormen tot een revalidatiecentrum voor kinderen. Het huis Lyndenstein was verouderd en voldeed niet meer aan de eisen van die tijd. In 1960 werd begonnen met de bouw van een nieuw centrum met paviljoens voor verschillende leeftijdsgroepen. In 1985 fuseerde de Corneliastichting met de afd. Revalidatie van het Medisch Centrum Leeuwarden, en voortaan werden ook volwassenen opgenomen in Beetsterzwaag.
In de periode 2002  tot 2004 werd een nieuw complex gerealiseerd.  De oorspronkelijke villa fungeert vanaf die tijd als kantoor voor Revalidatie Friesland en doet tevens dienst voor representatieve doeleinden.
In 1962 werd ook de School Lyndensteyn geopend. De school is gevestigd  naast het Huis Lyndenstein aan de Hoofdstraat 1 in Beetsterzwaag. Dit is een tyltylschool voor speciaal en voortgezet speciaal onderwijs voor kinderen van vier tot en met twintig jaar, die meervoudig gehandicapt zijn en een mytylschool voor kinderen met een lichamelijke handicap of die langdurig ziek zijn
De overtuin van Lyndensteyn werd in 1822 aangelegd door de tuinarchitect Lucas Pieters Roodbaard.